# Slag bij Fleurus (1794)

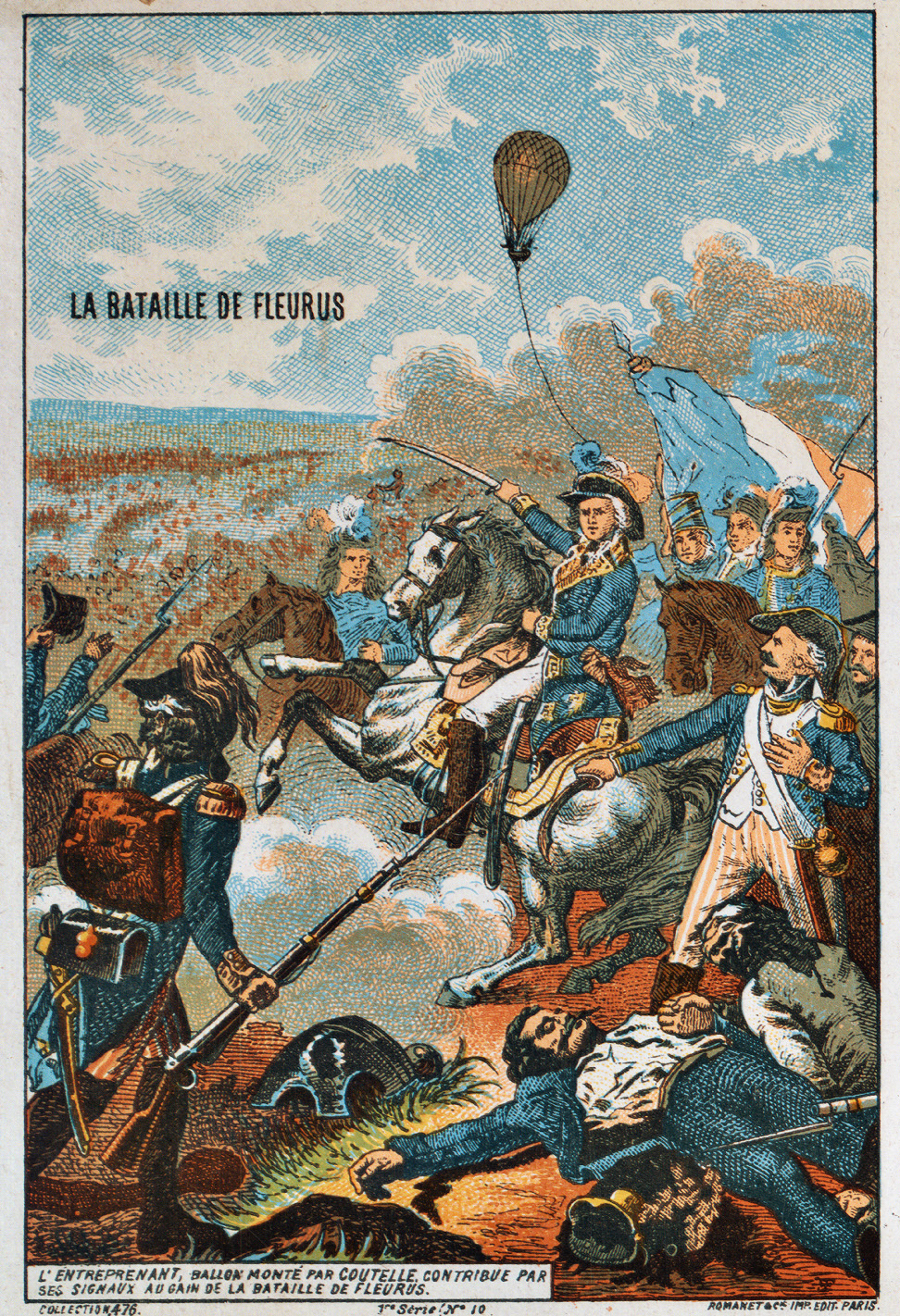
Inzet van een Franse luchtballon voor verkenningsdoeleinden

De Slag bij Fleurus op 26 juni 1794 was een veldslag in de Lage Landen tijdens de Eerste Coalitieoorlog. Tijdens de veldslag raakte een Frans leger van meer dan 70.000 man onder generaal Jean-Baptiste Jourdan bij Fleurus in Henegouwen slaags met een Coalitieleger van onder andere Oostenrijkers en Zuid-Nederlanders en ook Noord-Nederlanders onder Frederik Jozias van Saksen-Coburg-Saalfeld. Door een effectievere concentratie van troepen wisten de Fransen het Coalitieleger beslissend te verslaan. De geallieerde nederlaag leidde tot het definitieve verlies van de zelfstandigheid van de Zuidelijke Nederlanden onder de Habsburgse monarchie en even later ook de ondergang van de (noordelijke) Republiek der Zeven Verenigde Nederlanden.
De Fransen gebruikten tijdens de Slag bij Fleurus voor het eerst in de geschiedenis een luchtballon voor verkenning van het slagveld.

## Achtergrond en aanloop
Na de Slag bij Tourcoing op 17 en 18 mei 1794 kreeg Jourdan het bevel over het Franse Leger van de Ardennen en een deel van het Armée du Nord, ongeveer 96.000 man in totaal. Deze nieuwe legergroep werd samen het Leger van de Samber en de Maas. Het kreeg tot taak om de stad Charleroi in te nemen.
Op 12 juni sloeg het Franse leger met ongeveer 70.000 man het beleg van Charleroi. Op 16 juni dreef een Oostenrijks-Nederlandse strijdmacht de Franse troepen in een tegenaanval met zware verliezen terug naar de Samber. Twee dagen later viel Jourdan weer aan en kreeg Charleroi andermaal onder beleg. Op 26 juni gaf de stad zich over, net toen het Zuid-Nederlandse leger aankwam om te stad te ontzetten.

## De Slag bij Fleurus
Op die dag verscheen Jozias van Coburg bij Charleroi met een leger van 52.000 voornamelijk Oostenrijkers en Nederlanders om het Franse beleg op te heffen. Hij was echter te laat om de stad te redden, die zich toen immers al had overgegeven. De Oostenrijkse bevelhebber deelde zijn leger in vijf divisies en viel de Fransen aan. De Franse observatieballon l'Entreprenant hield Jourdan gedurende de veldslag voortdurend op de hoogte van de Oostenrijkse bewegingen. De Oostenrijkers slaagden erin om door de Franse flanken te breken. Het Franse centrum hield echter stand en voerde een tegenaanval uit, waardoor de Oostenrijkse aanvallen op de flanken stokten. Kolonel Nicolas Soult, chef-staf van de Franse generaal François Joseph Lefebvre, schreef over deze gevechten dat het
"vijftien uur van de meest wanhopige strijd was die ik ooit in mijn leven heb gezien."
Coburg verzuimde om door te stoten. Onzeker over de mogelijke uitkomst van de strijd trok hij zich terug richting Eigenbrakel (Braine-l'Alleud) en Waterloo. Hij bezorgde de Fransen hiermee een onverwacht snelle overwinning.

## Nasleep
Het is algemeen aangenomen dat de Slag bij Fleurus ook voor de Fransen kostbaar was met rond de vijfduizend slachtoffers. De verliezen van de geallieerden zijn niet eenduidig: de Fransen claimden significant grotere verliezen dan zij zelf hadden, terwijl de geallieerden zelf spraken van een veel kleiner aantal slachtoffers. Vaak wordt aangenomen dat ook de geallieerden rond de vijfduizend doden en gewonden zijn gevallen. Historicus Digby Smith stelt echter dat de Oostenrijks-Nederlandse verliezen liggen op 208 doden, 1.017 gewonden en 361 gevangenen. Daarnaast zouden de Fransen een mortier, drie caissons en één standaard hebben veroverd en de geallieerden een kanon en een standaard.

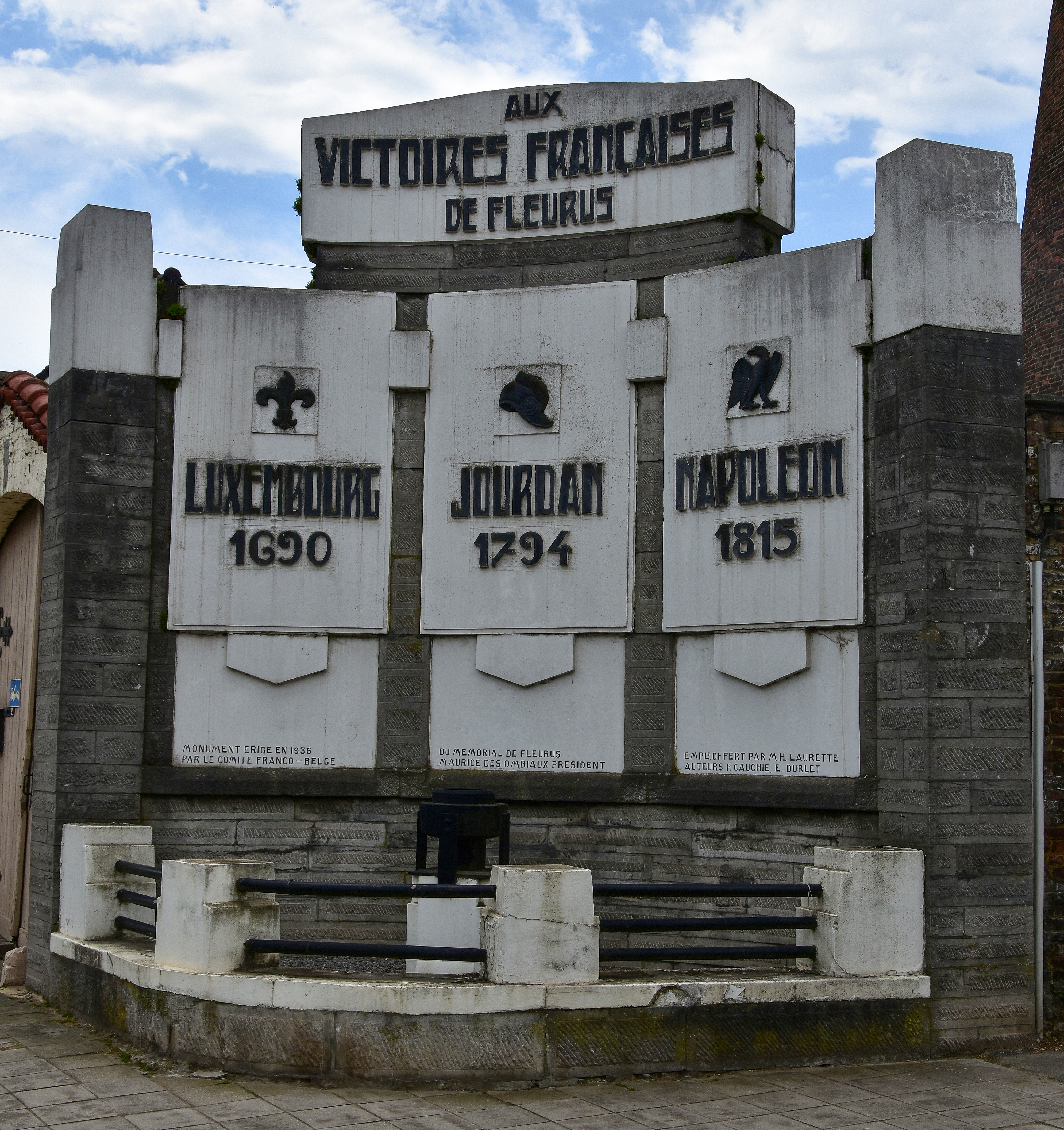
Monument voor de veldslagen in Fleurus

Na hun nederlaag bij Hooglede en Fleurus verloren de geallieerden de moed om in de Lage Landen verder te strijden. De Oostenrijkers gaven het gebied op en trokken zich terug, eerst achter de Ourthe en de Maas, en toen ze bij de Slag bij Sprimont op 18 september waren verslagen, achter de Roer. Eind 1794 hadden de Fransen onder leiding van Jourdan de hele linker Rijnoever bezet. De Engelsen trokken terug naar het noorden. Deze terugtocht stelde Pichegru in staat verder op te rukken naar de Noordelijke Nederlanden. Tegen het einde van januari 1795 had hij de Nederlandse Republiek onder de voet gelopen. Tot aan het einde van de Eerste Coalitieoorlog in 1797 zou het Franse leger in het offensief blijven.
Nederlanden: Marquain · Rijsel (1792) · Jemappes · Namen (1792) · Maastricht (1793) · Breda · Aldenhoven (1793) · Neerwinden · Raimes · Famars · Aarlen · Valencijn · Duinkerke · Hondschote · Menen ·  Wattignies · Moeskroen · Tourcoing · Doornik · Erquelinnes · Gosselies · Ieper · Hooglede · Fleurus · Boxtel · Sprimont · Maastricht (1794) · 's-Hertogenbosch · Aldenhoven (1794) · Puiflijk · Nijmegen · Luxemburg · Den Helder · Camperduin

Rijnfront: Verdun · Thionville · Valmy · Mainz (1792) · Mainz (1793) · Vogezen/Tripstadt · Mainz (1795) · Amberg · Würzburg

Italiaans front: Genua · Hyères · Rovereto · Bassano · Montenotte · Dego · Lodi · Arcole · Rivoli

Overige fronten (Vendée, Spanje): Fontenay-le-Comte · Toulon · Cholet · Luçon · Truillas · Boulou · San Lorenzo · Santa Cruz · Kaap Sint-Vincent
West-Indië: Guadeloupe · Martinique
- Gemeinsame Normdatei: 4402010-7
- Library of Congress Control Number: sh85049090
- Nationale Bibliotheek van Israël: 987007535917205171